# 東京ラーメンストリート
東京ラーメンストリート（とうきょうラーメンストリート）は、東京都千代田区の東京駅八重洲口側に立地する商業施設、東京駅一番街の地下エリアにあるラーメン専門の飲食店街。

## 概要
2009年6月17日、第1期としてラーメン店4店舗で開業した。2011年4月には第2期4店舗が加わり、計8店舗でグランドオープン。各店舗では店内で各種メニューの提供を行う以外にも、土産用のラーメンも販売している。
2015年6月に第4期2店舗が加わり、計8店舗でリニューアルを実施、16日にプレス向け内博覧会を開催。18日にリニューアルオープン。
店舗の賃貸・管理は、東海旅客鉄道（JR東海）の関連会社である東京ステーション開発が一括して行っている。
かつて、当施設のある八重洲口地下南側のエリアには2001年6月から「ラーメン激戦区 東京編」というラーメン店や中華料理店などが入った飲食店街が存在しており、東京駅の耐震補強工事と八重洲口の再開発工事のために閉鎖された。なお、「ラーメン激戦区 東京編」は当施設とは異なり複数体制で賃貸・管理を行っており、東日本旅客鉄道（JR東日本）の関連会社「鉄道会館」の担当店舗と、東京ステーション開発の担当店舗が混在していた。

## テナント

### 第1期
2009年6月17日開店。
- 二代目けいすけ 海老そば外伝 - 2011年2月13日閉店。同年4月の第2期開店に合わせて新業態で再開店。
- 塩専門 ひるがお
- らーめん むつみ屋 - 2013年5月31日閉店。
- 六厘舎TOKYO

### 第2期
2011年4月8日開店。
- 東京駅 斑鳩
- 麺処 ほん田 - 2015年5月10日閉店。
- ジャンクガレッジ - 2013年8月18日閉店。
- 麺や 七彩 / TOKYO味噌らーめん 江戸甘 - 時間帯によって形態を変える店舗。昼は醤油ラーメンの七彩、夜は味噌ラーメンの江戸甘が営業。2015年5月10日閉店。
- 蟹専門 けいすけ 北の章 - 元・二代目けいすけ 海老そば外伝。新業態で再開店した。2013年8月18日閉店。

### 第3期
2013年9月20日開店。
- 東京タンメン トナリ - 2018年9月2日閉店。
- 仙台牛タンねぎ塩ラーメン 㐂蔵 - 2018年9月2日閉店。
- とんこつらーめん 俺式 純

### 第4期
2015年6月18日開店。
- ソラノイロ NIPPON
- ちよがみ - 2021年6月27日閉店。

### 第5期
2018年10月30日開店。
- つじ田 味噌の章 - 2023年8月31日閉店。
- らーめん玉

### ご当地ラーメンチャレンジ
2021年7月から25ヶ月間にわたって、日本各地の有名ラーメン店が期間限定で出店する。
1. 神奈川・支那そばや：2021年7月15日 - 11月4日[4]
2. 熊本・天外天：2021年11月12日 - 2022年2月24日[5]
3. 栃木・麺屋ようすけ：2022年3月4日 - 6月13日[6]
4. 石川・金澤濃厚中華そば神仙：2022年6月21日 - 9月27日[7]
5. 青森・中華そば ひらこ屋：2022年10月5日 - 2023年1月16日[8]
6. 北海道・函館麺厨房あじさい：2023年1月24日 - 4月19日[9]
7. 北海道・富良野とみ川：2023年4月27日 - 2023年8月31日[10]

### 第6期
2023年10月25日開店。
- 味噌麺処 花道庵
- 家系ラーメン 革新家 TOKYO

### ご当地エリア
2025年8月7日に新たに開設。日本各地の有名ラーメン店が2店出店、このうち1店舗は「ご当地ラーメンチャレンジ」として期間限定出店する。これにより計10店舗体制となる。
- 津軽煮干 ひらこ屋：2023年1月以来の再出店[12]。
- みそきん：HIKAKINプロデュースでカップ麺として販売したラーメンのリアル店舗を2026年2月23日までの期間限定で出店[13]。